# Fire Temple
Pour les articles homonymes, voir Fire.
Le Fire Temple est un site archéologique du comté de Montezuma, dans le Colorado, aux États-Unis. Il est protégé au sein du parc national de Mesa Verde.